# Tupiza
Tupiza est une ville du département de Potosí, en Bolivie, et la capitale de la province de Sud Chichas. Elle se trouve dans une vallée de la cordillère des Chichas, à 208 km au sud de Potosí. Sa population était estimée à 23 100 habitants en 2006.

## Géographie
Tupiza est nichée dans l'étroite vallée agricole arrosée par la rivière Tupiza et entourée par les montagnes de la cordillère des Chichas, qui est formée par des montagnes de couleur rouge qui abritent de nombreux villages miniers.

## Histoire
La ville de Tupiza se trouve sur le territoire ancestral des Chichas. Elle aurait été fondée à la fin de 1535 ou en janvier 1536 comme base de ravitaillement de l'expédition au Chili de Diego de Almagro. Selon une autre version, la ville aurait été fondée le 4 juin 1574 par Luis Fuentes y Vargas, qui se dirigeait dans la vallée pour établir la ville de Tarija.
Le 7 novembre 1810, à 25 km au sud de la ville, eut lieu la bataille de Suipacha, ou cours de laquelle les armées patriotiques envoyées par la Première Junte de Buenos Aires, sous le commandement de Juan José Castelli, remportèrent leur première victoire sur les forces royales.
Le 25 novembre 1895, Tupiza reçut le statut de ville par un décret du président Mariano Baptista et devint la capitale de la province du Sud Chichas. En 1908, les célèbres hors la loi américains Butch Cassidy et Sundance Kid commirent leurs derniers vols à Tupiza. Ils furent ensuite pris en chasse par un petit peloton de l'armée bolivienne dans la ville minière voisine de San Vicente. Les bandits y furent blessés au cours d'un échange de tirs et Butch Cassidy aurait achevé son compagnon avant de se donner la mort.

## Économie
Tupiza est un ancien centre minier. Les mines de Chillcobija furent riches en argent, plomb, cuivre, étain, zinc et antimoine.

## Personnalités liées
- Luis Rico (né en 1945), chanteur bolivien.
- Marianela Paco (née en 1976 à Tupiza), journaliste et femme politique bolivienne, députée puis ministre de la Communication.